# Estadio municipal Francisco Muñoz Pérez
El estadio municipal Francisco Muñoz Pérez es donde disputa sus encuentros como local el Unión Estepona CF. El estadio adopta su nombre, en homenaje (que no memoria/recordatorio) al exfutbolista esteponero, Francisco Enrique Muñoz Pérez. Cuenta con una aforo de 3800 espectadores. El terreno de juego es de césped artificial autorizado por la UEFA y posee unas dimensiones de 102x66 metros.
- Terreno de juego de césped artificial de última generación (102 x 66 metros) divisible en dos campos transversales de fútbol-7
- Graderío con aforo para 3800 espectadores
- Palco
- Cuatro vestuarios de equipos
- Vestuarios para árbitros
- Sala de prensa
- Cabinas de prensa sin línea telefónica
- Aseos públicos de señoras y caballeros
- Oficinas y salones varios
- Sedes para entidades locales
- Bares donde NO se vende bebida alcohólicas
- Tienda oficial del club
- Sala de visualización especial de partidos
- Almacenes

## Asistencia media
1000 espectadores
Alcanzando llenos contra los equipos:
- Caravaca CF, en la promoción de ascenso a 2ª División B, partido ganado por 2-1, acabó subiendo.